# Salt Island
Salt Island is een eiland behorend tot de Britse Maagdeneilanden, een Britse Kroonkolonie. Salt Island ligt ten zuidoosten van Tortola, waar de hoofdplaats Road Town zich bevindt. Salt Island is vernoemd naar de zoutpannen die eens een voorname inkomstenbron waren.
Op 29 oktober 1867 zonk de stoomboot de RMS Rhone in een orkaan bij Salt Island, en is nu een snorkelplek. In 2008 verliet de laatste inwoner het eiland.

## Overzicht
Salt Island heeft zijn naam te danken aan de twee zoutpannen op het eiland. Er was een kleine nederzetting genaamd The Settlement op het eiland waar de zoutwinners woonden. Het eiland telde een honderd inwoners. Aan de koningin werd jaarlijks één zak zout gegeven als belasting, maar in 1867 zonk het marineschip met de zak voor de kust van Salt Island, en werd de zouthuur afgeschaft. In 2015 werd symbolisch één zak zout aan de gouverneur overhandigd als een geschenk. In de 20e eeuw vertrokken de meeste inwoners, want het eiland had geen water, elektriciteit of wegen. In 2008 verliet Henry Leonard als laatste inwoner het eiland en verhuisde naar Tortola.
Voor de film The Deep werden hier enkele filmopnames gemaakt.

## Galerij

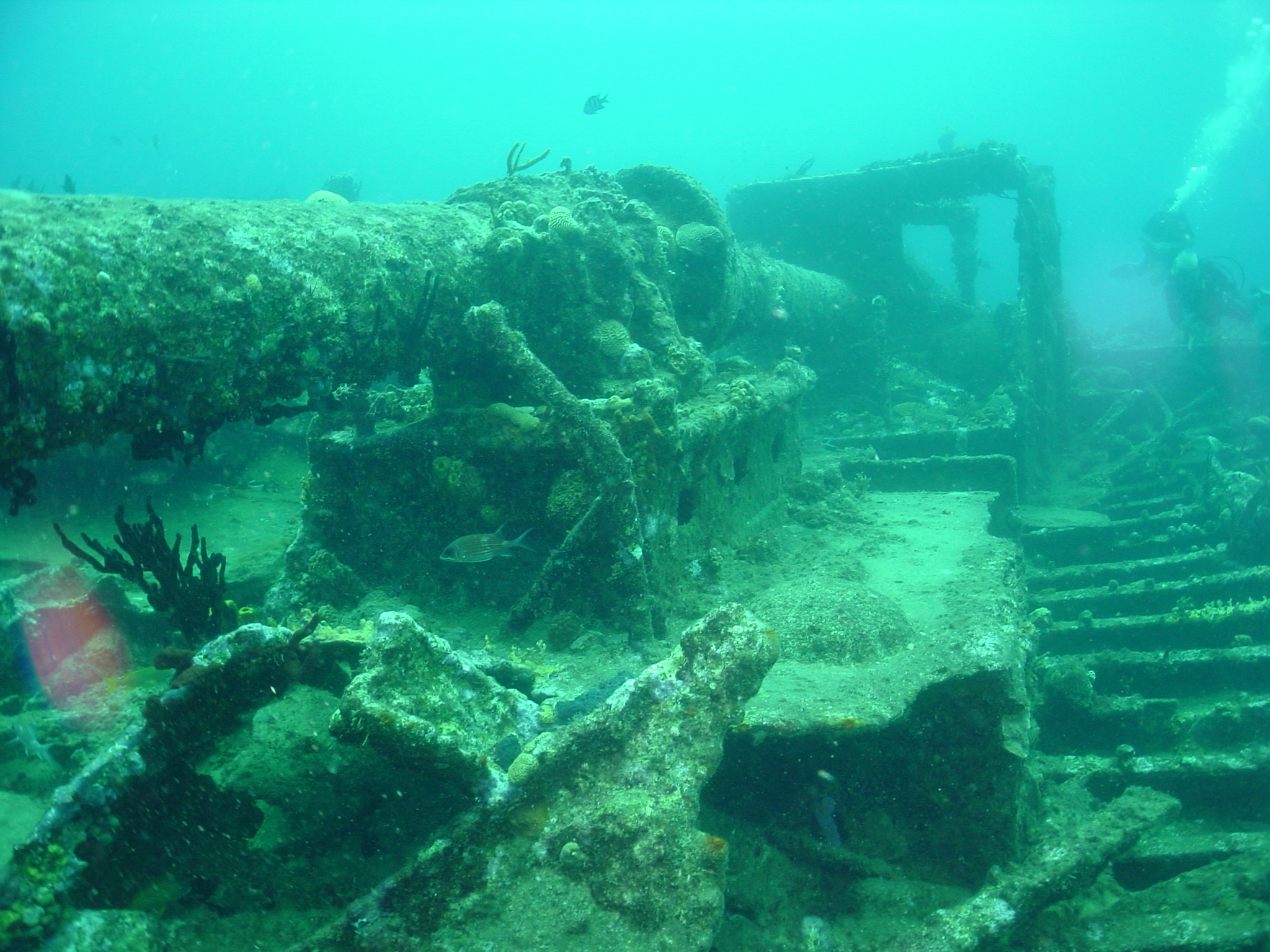
Het wrak van de RMS Rhone
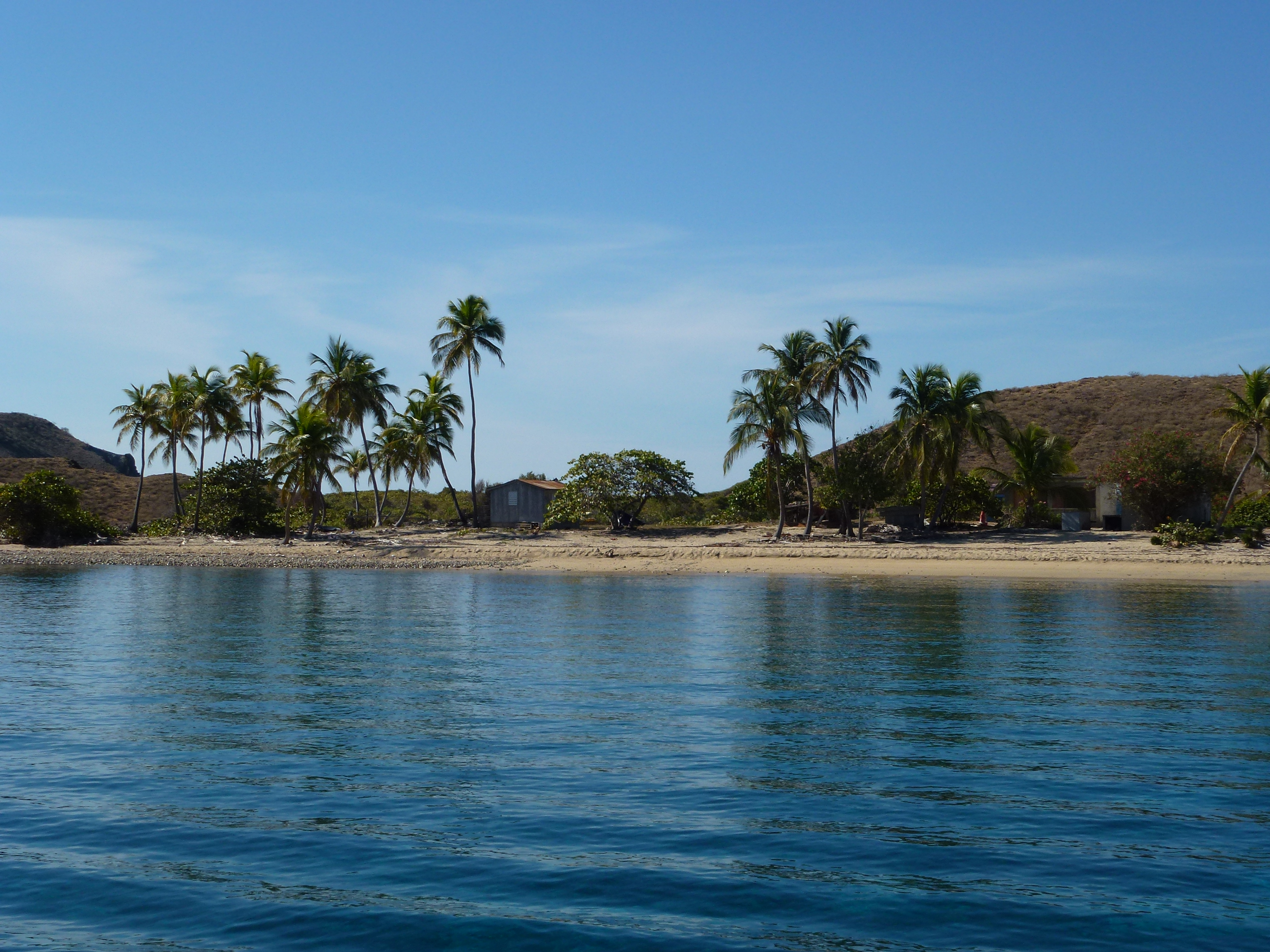
Blik op Salt Island
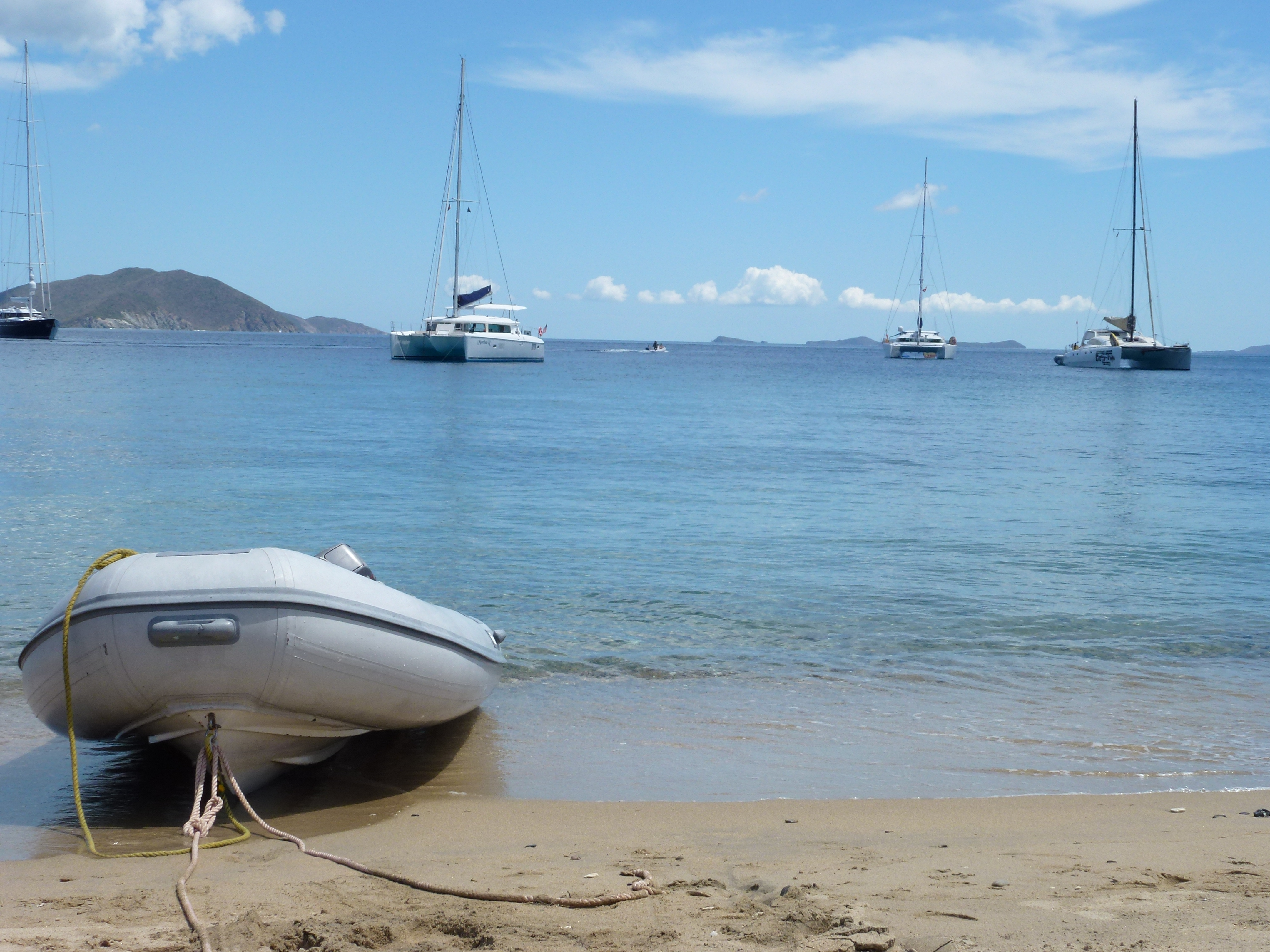
De zee vanaf het strand
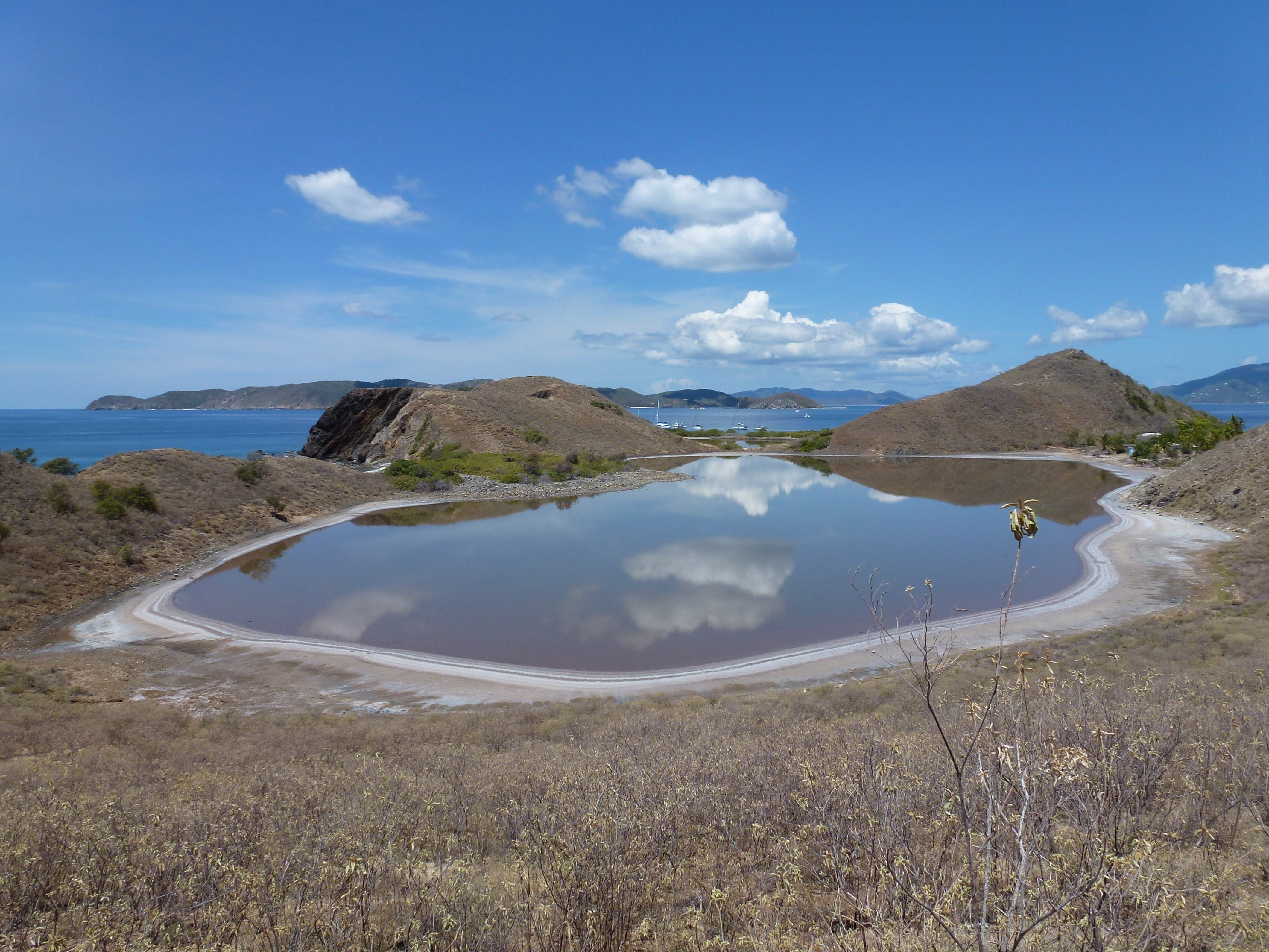
Zoutmeer op Salt Island

Anegada · Beef Island · Cooper Island · Dead Chest Island · Frenchman's Cay · Ginger Island · Jost Van Dyke · Necker Island · Norman Island · Peter Island · Salt Island · Tortola · Virgin Gorda